# Rallye Finnland 2024
Die 73. Rallye Finnland 2024 (Secto Rally Finland 2024) war der 9. Lauf zur FIA-Rallye-Weltmeisterschaft 2024. Sie dauerte vom 1. bis zum 4. August 2024 und es wurden insgesamt 20 Wertungsprüfungen (WP) gefahren.

## Meldeliste
| Nr.                  | Fahrer             | Co-Pilot          | Auto                   |
| -------------------- | ------------------ | ----------------- | ---------------------- |
| WRC-Klasse (Rally1)  |                    |                   |                        |
| 4                    | Esapekka Lappi     | Janne Ferm        | Hyundai i20 N Rally1   |
| 5                    | Sami Pajari        | Enni Mälkönen     | Toyota GR Yaris Rally1 |
| 8                    | Ott Tänak          | Martin Järveoja   | Hyundai i20 N Rally1   |
| 11                   | Thierry Neuville   | Martijn Wydaeghe  | Hyundai i20 N Rally1   |
| 13                   | Grégoire Munster   | Louis Louka       | Ford Puma Rally1       |
| 16                   | Adrien Fourmaux    | Alexandre Coria   | Ford Puma Rally1       |
| 17                   | Sébastien Ogier    | Vincent Landais   | Toyota GR Yaris Rally1 |
| 18                   | Takamoto Katsuta   | Aaron Johnston    | Toyota GR Yaris Rally1 |
| 33                   | Elfyn Evans        | Scott Martin      | Toyota GR Yaris Rally1 |
| 69                   | Kalle Rovanperä    | Jonne Halttunen   | Toyota GR Yaris Rally1 |
| WRC2-Klasse (Rally2) |                    |                   |                        |
| 21                   | Oliver Solberg     | Elliott Edmondson | Škoda Fabia RS Rally2  |
| 25                   | Georg Linnamäe     | James Morgan      | Toyota GR Yaris Rally2 |
| 26                   | Gus Greensmith     | Jonas Andersson   | Škoda Fabia RS Rally2  |
| 39                   | Jari-Matti Latvala | Juho Hänninen     | Toyota GR Yaris Rally2 |

Anmerkung: Insgesamt haben sich 77 Fahrzeuge in verschiedenen Klassen eingeschrieben.

## Klassifikationen

### WRC Rally1
| Position     | Position     | Nr. | Fahrer           | Co-Pilot         | Auto                   | Zeit      | Rückstand | WM-Punkte | WM-Punkte | WM-Punkte  | WM-Punkte |
| Rally1       | Gesamt       | Nr. | Fahrer           | Co-Pilot         | Auto                   | Zeit      | Rückstand | Samstag   | Sonntag   | Powerstage | Total     |
| ------------ | ------------ | --- | ---------------- | ---------------- | ---------------------- | --------- | --------- | --------- | --------- | ---------- | --------- |
| 1            | 1            | 17  | Sébastien Ogier  | Vincent Landais  | Toyota GR Yaris Rally1 | 2:25:41.9 |           | 18        | 5         | 1          | 24        |
| 2            | 2            | 11  | Thierry Neuville | Martijn Wydaeghe | Hyundai i20 N Rally1   | 2:26:22.0 | 0:0:40.1  | 15        | 4         | 4          | 23        |
| 3            | 3            | 16  | Adrien Fourmaux  | Alexandre Coria  | Ford Puma Rally1       | 2:26:56.0 | 0:01:14.1 | 13        | 3         | 2          | 18        |
| 4            | 4            | 5   | Sami Pajari      | Enni Mälkönen    | Toyota GR Yaris Rally1 | 2:27:36.4 | 0:01:54.5 | 10        | 2         | 0          | 14        |
| 5            | 41           | 18  | Takamoto Katsuta | Aaron Johnston   | Toyota GR Yaris Rally1 | 3:17:26.7 | 0:51:44.8 | 0         | 6         | 5          | 11        |
| 6            | 43           | 4   | Esapekka Lappi   | Janne Ferm       | Hyundai i20 N Rally1   | 3:20:39.8 | 0:54:47.9 | 0         | 7         | 3          | 10        |
| 7            | 49           | 13  | Grégoire Munster | Louis Louka      | Ford Puma Rally1       | 3:27:34.0 | 1:01:52.1 | 0         | 1         | 0          | 1         |
| Ausfall WP19 | Ausfall WP19 | 33  | Elfyn Evans      | Scott Martin     | Toyota GR Yaris Rally1 | Unfall    | Unfall    | 0         | 0         | 0          | 0         |
| Ausfall WP19 | Ausfall WP19 | 69  | Kalle Rovanperä  | Jonne Halttunen  | Toyota GR Yaris Rally1 | Unfall    | Unfall    | 0         | 0         | 0          | 0         |
| Ausfall WP3  | Ausfall WP3  | 8   | Ott Tänak        | Martin Järveoja  | Hyundai i20 N Rally1   | Unfall    | Unfall    | 0         | 0         | 0          | 0         |

### WRC Rally2
| Position | Position | Nr. | Fahrer             | Co-Pilot          | Auto                   | Zeit      | Rückstand | Punkte | Punkte | Punkte |
| Gesamt   | Rally2   | Nr. | Fahrer             | Co-Pilot          | Auto                   | Zeit      | Rückstand | Gesamt | Rally2 |        |
| -------- | -------- | --- | ------------------ | ----------------- | ---------------------- | --------- | --------- | ------ | ------ | ------ |
| 5        | 1        | 21  | Oliver Solberg     | Elliott Edmondson | Škoda Fabia RS Rally2  | 2:33:57.4 |           | 8      | 25     |        |
| 6        | 2        | 39  | Jari-Matti Latvala | Juho Hänninen     | Toyota GR Yaris Rally2 | 2:34:36.4 | 00:39.0   | 6      | 18     |        |
| 7        | 3        | 24  | Lauri Joona        | Janni Hussi       | Škoda Fabia RS Rally2  | 2:35:11.3 | 01:13.9   | 4      | 15     |        |

Anmerkung: Insgesamt haben sich 55 Fahrzeuge von 77 gestarteten klassiert.

## Wertungsprüfungen
Zeitzone MESZ
| Datum     | Start         | Nr.                | WP                         | Länge              | Gewinner                                                                                        | Zeit                                    | Leader           |
| --------- | ------------- | ------------------ | -------------------------- | ------------------ | ----------------------------------------------------------------------------------------------- | --------------------------------------- | ---------------- |
| 1. August | 09:01         | —                  | Ruuhimäki (Shakedown)      | 4,12 km            | Esapekka Lappi                                                                                  | 02:15.4                                 |                  |
| 1. August | 18:05         | WP1                | Harju 1                    | 3,48 km            | Thierry Neuville                                                                                | 02:46.1                                 | Thierry Neuville |
| 1. August | 18:40 – 18:55 | Service Paviljonki | Service Paviljonki         | Service Paviljonki | Service Paviljonki                                                                              | Service Paviljonki                      | Thierry Neuville |
| 2. August | 07:13         | WP2                | Laukaa 1                   | 17,96 km           | Elfyn Evans                                                                                     | 08:35.4                                 | Sébastien Ogier  |
| 2. August | 08:20         | WP3                | Saarikas 1                 | 15,93 km           | Kalle Rovanperä                                                                                 | 07:36.4                                 | Kalle Rovanperä  |
| 2. August | 09:35         | WP4                | Myhinpää 1                 | 15,51 km           | Elfyn Evans                                                                                     | 06:54.4                                 | Elfyn Evans      |
| 2. August | 11:05         | WP5                | Ruuhimäki 1                | 7,76 km            | Kalle Rovanperä                                                                                 | 03:52.8                                 | Kalle Rovanperä  |
| 2. August | 12:27 – 13:07 | Service Paviljonki | Service Paviljonki         | Service Paviljonki | Service Paviljonki                                                                              | Service Paviljonki                      | Kalle Rovanperä  |
| 2. August | 14:10         | WP6                | Laukaa 2                   | 17,96 km           | Kalle Rovanperä                                                                                 | 06:26.9                                 | Kalle Rovanperä  |
| 2. August | 15:17         | WP7                | Saarikas 2                 | 15,93 km           | Kalle Rovanperä                                                                                 | 07:39.3                                 | Kalle Rovanperä  |
| 2. August | 16:32         | WP8                | Myhinpää 2                 | 15,51 km           | Thierry Neuville                                                                                | 07:00.0                                 | Kalle Rovanperä  |
| 2. August | 18:05         | WP9                | Ruuhimäki 2                | 7,76 km            | Sami Pajari                                                                                     | 03:46.7                                 | Kalle Rovanperä  |
| 2. August | 19:05         | WP10               | Harju 2                    | 2,01 km            | Sébastien Ogier                                                                                 | 01:36.7                                 | Kalle Rovanperä  |
| 2. August | 19:40 – 20:25 | Service Paviljonki | Service Paviljonki         | Service Paviljonki | Service Paviljonki                                                                              | Service Paviljonki                      | Kalle Rovanperä  |
| 3. August | 08:05         | WP11               | Västilä 1                  | 18,94 km           | Kalle Rovanperä                                                                                 | 08:20.3                                 | Kalle Rovanperä  |
| 3. August | 09:05         | WP12               | Päijälä 1                  | 20,19 km           | Kalle Rovanperä                                                                                 | 09:37.5                                 | Kalle Rovanperä  |
| 3. August | 10:05         | WP13               | Ouninpohja 1               | 32,98 km           | Kalle Rovanperä                                                                                 | 14:52.6                                 | Kalle Rovanperä  |
| 3. August | 12:10 – 12:50 | Service Paviljonki | Service Paviljonki         | Service Paviljonki | Service Paviljonki                                                                              | Service Paviljonki                      | Kalle Rovanperä  |
| 3. August | 14:35         | WP14               | Västilä 2                  | 18,94 km           | Kalle Rovanperä                                                                                 | 08:18.9                                 | Kalle Rovanperä  |
| 3. August | 15:35         | WP15               | Päijälä 2                  | 20,19 km           | Esapekka Lappi                                                                                  | 09:46.7                                 | Kalle Rovanperä  |
| 3. August | 16:35         | WP16               | Ouninpohja 2               | 32,98 km           | Kalle Rovanperä                                                                                 | 14:32.6                                 | Kalle Rovanperä  |
| 3. August | 18:30 – 19:15 | Service Jyväskylä  | Service Jyväskylä          | Service Jyväskylä  | Service Jyväskylä                                                                               | Service Jyväskylä                       | Kalle Rovanperä  |
| 4. August | 07:55         | WP17               | Sahloinen-Moksi 1          | 14,27 km           | Kalle Rovanperä                                                                                 | 06:33.6                                 | Kalle Rovanperä  |
| 4. August | 09:05         | WP18               | Laajavuori 1               | 4,35 km            | Kalle Rovanperä                                                                                 | 02:40.4                                 | Kalle Rovanperä  |
| 4. August | 10:17         | WP19               | Sahloinen-Moksi 2          | 14,27 km           | Takamoto Katsuta                                                                                | 06:31.6                                 | Sébastien Ogier  |
| 4. August | 12:15         | WP20               | Laajavuori 2 (Power Stage) | 8,77 km            | 1. Takamoto Katsuta 2. Thierry Neuville 3. Esapekka Lappi 4. Adrien Fourmaux 5. Sébastien Ogier | 05:12.5 05:13.2 05:13.7 05:14.3 05:15.6 | Sébastien Ogier  |